# Hombres de maíz
Hombres de maíz es una novela del escritor guatemalteco y premio Nobel de Literatura Miguel Ángel Asturias, publicada en el año 1949. Su título hace referencia a un mito del Popol Vuh, uno de los libros sagrados de los mayas. Esta novela es generalmente considerada la obra maestra de Asturias, aunque sigue siendo una de sus novelas menos comprendidas. Esta novela fue incluida en la lista de las 100 mejores novelas en español del siglo XX del periódico español «El Mundo».
El libro está escrito en seis partes, cada una explorando el contraste entre las costumbres tradicionales de los indígenas y las de una sociedad que está en pleno proceso de modernización y cambio. Explora el mundo mágico de las comunidades indígenas, un tema del cual el autor era a la vez apasionado y conocedor. La novela se basa en la leyenda tradicional, aunque la historia es una creación propia de Asturias. El argumento gira en torno a una comunidad indígena aislada (los hombres de maíz o "gente del maíz"), cuya tierra está amenazada por personas ajenas, con el propósito de su explotación comercial. Un líder indígena, Gaspar Ilom, encabeza la resistencia de la comunidad contra los colonos, quienes lo matan con la esperanza de frustrar la rebelión. Más allá de su tumba, Ilom vive como un "héroe popular"; a pesar de sus esfuerzos, no puede prevenir que la gente pierda sus tierras. En la segunda mitad de la novela, el personaje central es un cartero, Nicho, y la historia gira en torno a la búsqueda de su esposa perdida. En el curso de su búsqueda, abandona sus funciones, atados como los son a la "sociedad de los blancos", y se transforma en un coyote, el cual representa a su espíritu guardián. Esta transformación es otra referencia a la cultura maya; la creencia en el nahualismo o la capacidad del hombre de asumir la forma de su animal guardián, es uno de los muchos aspectos esenciales para la comprensión de los significados ocultos de la novela.
A través de la alegoría, Asturias muestra cómo el imperialismo europeo domina y transforma las tradiciones indígenas en las Américas. Al final de la novela, como lo señala Jean Franco, "se ha perdido el mundo mágico de la leyenda indígena"; pero concluye con una "nota utópica", cómo las personas se convierten en hormigas para transportar el maíz que han cosechado.
Escrito en forma de mito, la novela es experimental, ambiciosa y difícil de comprender. Por ejemplo, su "esquema de tiempo es un tiempo mítico en el que miles de años pueden ser comprimidos y vistos como un momento único"; además, el lenguaje del libro es "estructurado de manera análoga a los idiomas indígenas". Debido a su enfoque inusual, transcurrió algún tiempo antes de que la novela fuera aceptada por los críticos y el público.

## El motivo del maíz
La siguiente acotación es referente al maíz por Gerald Martin. 

El conocimiento de la cultura indígena parte para Asturias, en gran medida, de su lectura cerrada del Popol Vuh y de los Anales de los Xahil en París. No se basa en un conocimiento vivencial (aunque sus recuerdos de infancia en Baja  Verapaz juegan un papel importante, sin lugar a dudas) ni tampoco en un estudio antropológico de los pueblos indígenas contemporáneos. 
En el Popol Vuh se cuenta cómo los hombres fueron hechos de maíz y se explica, en el mito sobre el origen del maíz, por qué la agricultura tiene un carácter sagrado. Son precisamente esos elementos los que Asturias toma para su obra, la defiende y la convierte en su reafirmación de la identidad. Ha logrado encontrar, por fin, el “alma nacional”. 

En el caso del espacio indígena, el maíz ocupa el centro de la creencia; es el signo de la raza, lo que identifica al grupo, y lo que lo define como unidad étnica y como universo cultural. En el caso de los ladinos, se le niega al maíz estos valores míticos y se le reduce a un objeto con valor puramente comercial, carente de valor social-simbólico con fin integrador.
Gerald Martin en Hombres de maíz

Mito sobre el origen del maíz 

Cuentan que el maíz viene de allá arriba y que al comienzo pertenecía a la Dueña del lugar; a la Dueña de la montaña que vivía allá en una cueva. En aquella época la gente tenía mucha hambre y entonces vieron salir a las hormigas de la cueva de la Dueña y las vieron salir con granos de maíz sobre sus espaldas. Entonces la gente llamó al pájaro carpintero para que abriera con su pico un hueco en la piedra. El pájaro no pudo. Entonces llamaron al rayo que lanzó una descarga muy fuerte. Toda la roca tembló y se rompió y entonces los granos quedaron libres. 
Los hombres tendieron la mano para recibir el grano sagrado y se lo llevaron a sus casas y lo plantaron y tuvieron una muy buena cosecha. 
Un día apareció una mujer en la milpa y dijo: «Yo soy la Dueña del maíz, yo soy el grano que entierran, espero que aprecien esto, espero que no me olviden y me celebren muchas costumbres».
Hombres de maíz

### Ediciones de la obra
- Asturias, Miguel Ángel (2002). Hombres de maíz. Planeta. ISBN 84-08-04441-9.

### Publicaciones críticas sobre la obra
- Abate, Sandro (2000). «Tradición y originalidad en "Hombres de maíz": del Modernismo al Realismo Mágico». RILCE (Revista de filología hispánica) 16 (1): 1-12. ISSN 0213-2370. Consultado el 2 de julio de 2018.

- Arias, Arturo (sept.-dic. 1985). «Ideología y lenguaje en Hombres de Maíz». Texto Crítico (Centro de Investigaciones Lingüístico-Literarias de la Universidad Veracruzana) (33): 153-164. Archivado desde el original el 3 de marzo de 2016. Consultado el 2 de julio de 2018.

- Bellini, Giuseppe (1999). Mundo mágico y mundo real : la narrativa de Miguel Ángel Asturias. Bulzoni Editore.

- Bellini, Giuseppe (2004). «Recuperación del mundo precolombino y colonial en la narrativa de Miguel Ángel Asturias». América sin Nombre (5-6): 44-52.

- Bertiño, Cledy M. (1966). «Miguel Ángel Asturias y el simbolismo mítico de Hombres de maíz». Universidad (68): 233-259.

- Brotherston, Gordon (1975). «The Presence of Mayan Literature in "Hombres de Maíz" and Other Works by Miguel Ángel Asturias». Hispania (58): 68-74. OCLC 5548023569.

- Callan, Richard (1970). Miguel Angel Asturias. Nueva York: Twayne. OCLC 122016.

- Camayd-Freixas, Erik (1998). «Miguel Angel Asturias, "Hombres de Maíz" : como lectura surrealista de la escritura mayense». Revista de Crítica Literaria Latinoamericana: 207-225.

- Carrillo, Germán D. (oct-dic. 1983). «Del surrealismo al realismo mágico en "Hombres de maíz" de MA. Asturias». Sin Nombre: 53—60.

- Vila, María del Pilar (1989). El Mito en "Hombres de Maíz" de Miguel Angel Asturias. Fondo Editorial Rionegrino. ISBN 9502304802.

- Estradas, Ricardo (1961). Estilo y magia del "Popol Vuh" en "Hombres de maíz" de Miguel Angel Asturias. Humanidades 3 (2). Facultad de humanidades de la Universidad de San Carlos de Guatemala. OCLC 858338686.

- Franco, Jean (1989). «Miguel Angel Asturias».  En Carlos A. Solé; Maria I. Abreu, eds. Latin American Writers. Nueva York: Scribner. pp. 865-873. ISBN 978-0-684-18463-0.

- Franco, Jean (1994). An Introduction to Spanish-American Literature (3a edición). Cambridge: Cambridge University Press. ISBN 978-0-521-44923-6.

- García, Emilio F. (1978). Hombres de maíz : unidad y sentido a través de sus símbolos mitológicos. Universal. OCLC 468287645.

- Hurtado Heras, Saúl (1997). Por las tierras de Ilóm : el realismo mágico en "Hombres de maíz. UNAM. ISBN 9688353620.

- Losada, José Manuel (junio. 2020). «Mito y antropogonía en la literatura hispanoamericana. Hombres de Maíz, de Miguel Ángel Asturias». Rassegna iberistica (Edizioni Ca'Foscari) 43 (113): 41-55. ISSN 0392-4777. Consultado el 3 de noviembre de 2022.

- Morales, Mario Roberto (1998). «II, 2 : « Se llama Miguel Ángel Asturias y así le nació la conciencia : dos procesos discursivos de concientización y autocreación de sujetos mestizos. El caso de Hombres de maíz y de Me llamo Rigoberta Menchú »». La Articulación de las diferencias, ó, El síndrome de Maximón: Los discursos literarios y políticos del debate interétnico en Guatemala. FLACSO.

- Prieto, Reni (2009). Miguel Angel Asturias's Archeology of Return. Cambridge University Press. ISBN 0521112451.